# حشيشة المبارك الحلبية
حشيشة المبارك الحلبية (الاسم العلمي:Geum aleppicum) هي نوع من النباتات تتبع جنس حشيشة المبارك من الفصيلة الوردية.